# Guiomar Novaes

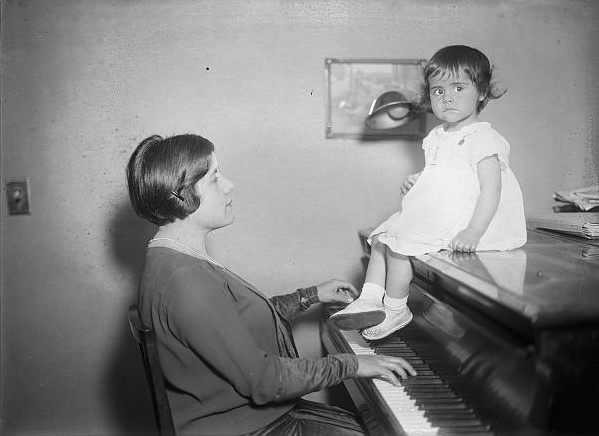
Guiomar Novaes am Klavier mit ihrer Tochter Anna Maria Pinto, ca. 1924

Guiomar Novaes (* 28. Februar 1896 in São João da Boa Vista, Brasilien; † 7. März 1979 in São Paulo) war eine brasilianische Pianistin.

## Leben
Guiomar Novaes wurde als siebzehntes von neunzehn Kindern in São João da Boa Vista, einer Kleinstadt im brasilianischen Bundesstaat São Paulo geboren. Ersten Musikunterricht erhielt sie von Antonietta Rudge Miller. Als Siebenjährige spielt sie in Gottesdiensten ihrer Heimatpfarrei die Orgel. Mit sieben Jahren nahm sie Klavierunterricht bei Luigi Chiaffarelli, einem Busoni-Schüler aus Italien. Er war angeblich „verantwortlich“ für ihren unvergleichlichen Ton, ihr nahtloses Legato, ihre linke Hand, mit der sie unbekannte Phrasen „singen“ konnte, und ihre Pedalarbeit, mit der sie den Klang in der Luft schweben ließ. Ab 1909 konnte sie mit einem Stipendium ihre Studien am Pariser Konservatorium bei Isidore Philipp vollenden, wo sie 1911 einen 1. Preis erhielt. Sie gab in Paris ein erfolgreiches Orchesterdebüt und machte sich als Pianistin in anderen Ländern Europas bekannt. Mit Ausbruch des Ersten Weltkrieges kehrte sie 1914 nach Brasilien zurück. 1916 gab sie ihr Debüt in den Vereinigten Staaten. 1922 heiratete sie den Architekten und Städteplaner Octavio Pinto, der auch ausgebildeter Pianist und Komponist war. Dessen von G. Schirmer herausgegebene Klaviersuite Scenas Infantis („Erinnerungen an die Kindheit“) spielte sie ein und gab sie oft als Zugabe in ihren Konzerten. Infolge der Betreuung und Erziehung ihrer beiden Kinder trat ihre Karriere in den 1930er Jahren in den Hintergrund. Nach 1945 konzertierte sie wieder verstärkt sowohl auf dem amerikanischen wie auf dem europäischen Kontinent.
Guiomar Novaes trat selten im deutschsprachigen Kulturraum auf und wurde hier nicht wirklich bekannt. Eine andere Situation war dagegen in  Westeuropa und den beiden Amerikas gegeben. Hier galt sie nach Teresa Carreño und vor Martha Argerich als zweitberühmteste südamerikanische Pianistin überhaupt.